# Pierre Auguste Cot
Pierre Auguste Cot (Bédarieux, 17 febbraio 1837 – Parigi, 2 agosto 1883) è stato un pittore francese.

## Biografia
Nacque da Jean Antoine Etienne Cot e da Justine Cabrol.
Auguste Cot studiò dapprima nella Scuola di Belle arti di Tolosa, quindi a Parigi, dove fu allievo di Léon Cogniet, di Alexandre Cabanel e di William Bouguereau. Debuttò con successo al Salon del 1863 e, dal 1870 in poi, la sua popolarità crebbe rapidamente. Godette della protezione del suo maestro Bouguereau, con il quale lavorò, e, in particolare, di quella dello scultore Francisque Duret, di cui sposò la figlia.
Divenuto assai popolare alla fine degli anni Settanta, egli fece parte della giuria del Salon e del Prix de Rome. Vinse inoltre diversi premi e medaglie, finché nel 1874 fu nominato Cavaliere della Legion d'Onore. La maggioranza dei lavori di Cot è costituita da ritratti, per i quali fu molto conosciuto e apprezzato, anche se egli deve gran parte della sua fama ad alcuni lavori di fantasia che lo resero celebre, come "La primavera", dove ritrae due giovani amanti che si dondolano su un'altalena, o "Il temporale". Ambedue questi quadri si trovano oggi al Metropolitan Museum of Art di New York.
Fu uno stimato insegnante di pittura dell'Académie Julian. Sue allieve furono, fra molti altri, le pittrici americane Ellen Day Hale e Anna Klumpke.
Pierre Auguste Cot morì a Parigi all'età di 46 anni. Poco dopo la sua scomparsa fu indetta una sottoscrizione per realizzare un monumento commemorativo che lo ricordasse. Il monumento fu eretto nel 1892 nella sua città natale.

## Opere scelte
- Dionysia (1870)
- Ofelia (1870)
- La bohémienne (1871)
- Le primavera (1873)
- La tempesta (1880)
- La lettrice (1880)
- Ritratto di Madame Mas (1882)
- Mireille (1882)

## Galleria d'immagini

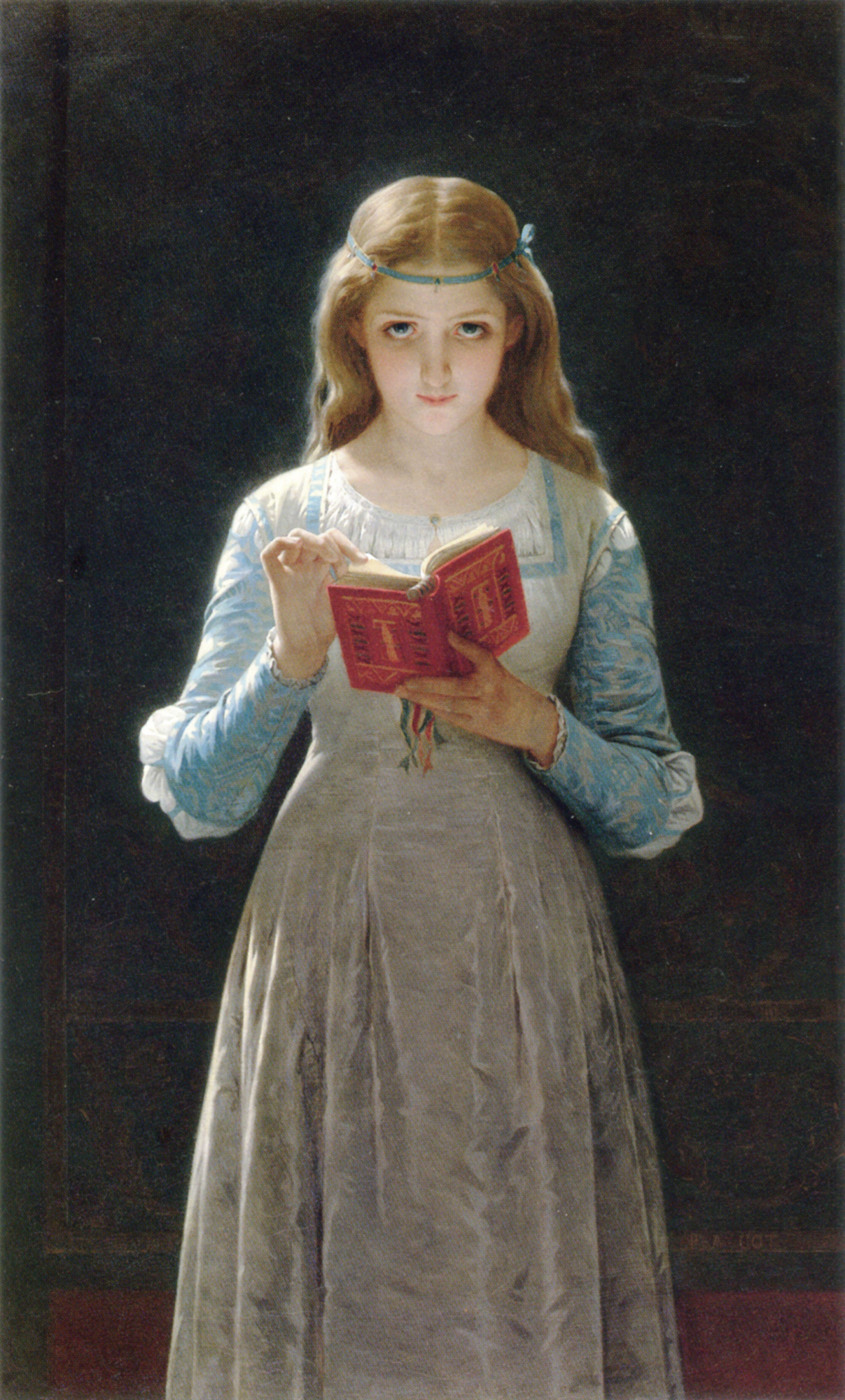
Ofelia
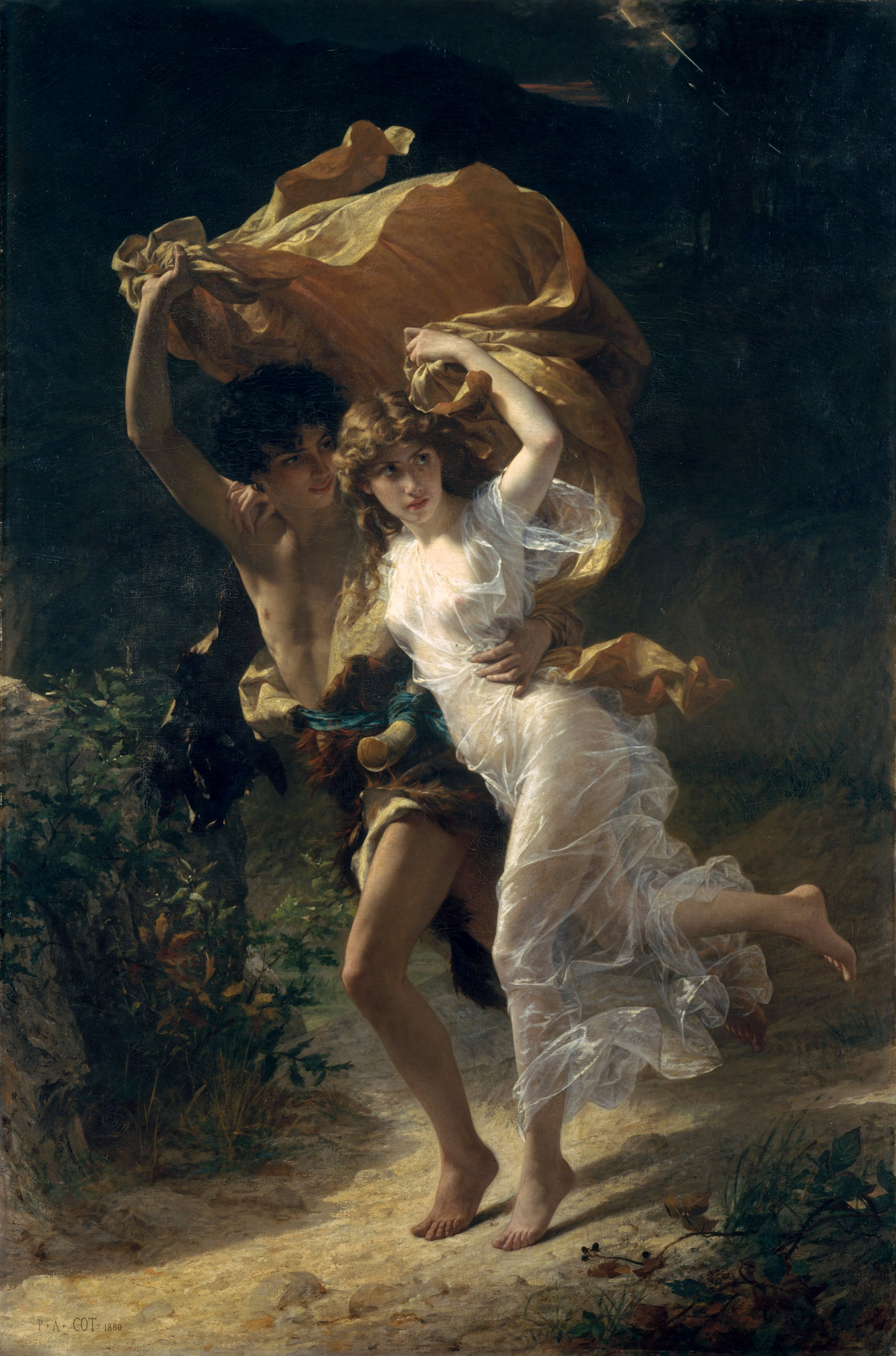
Il temporale
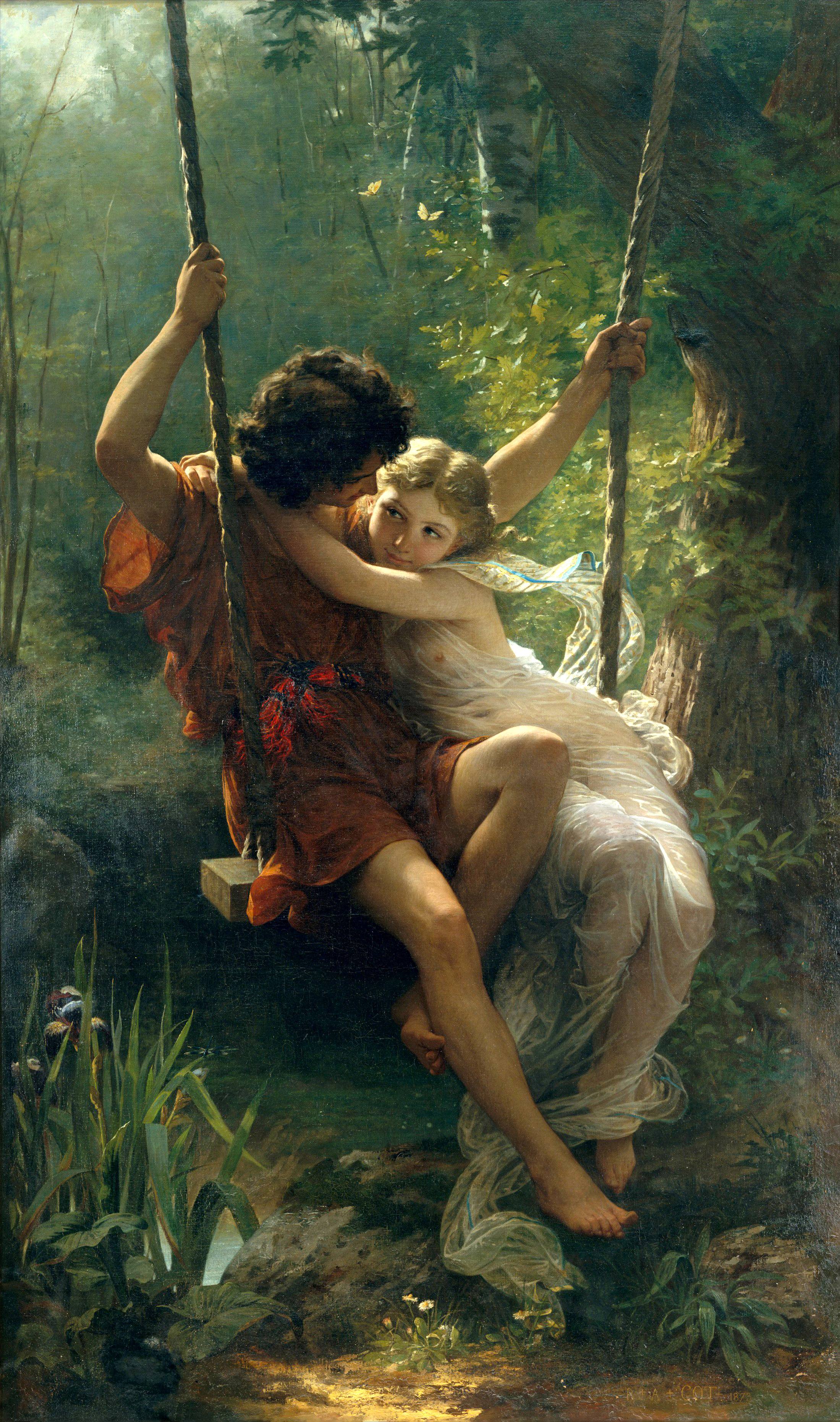
La primavera
Giovane con un mazzo di fori
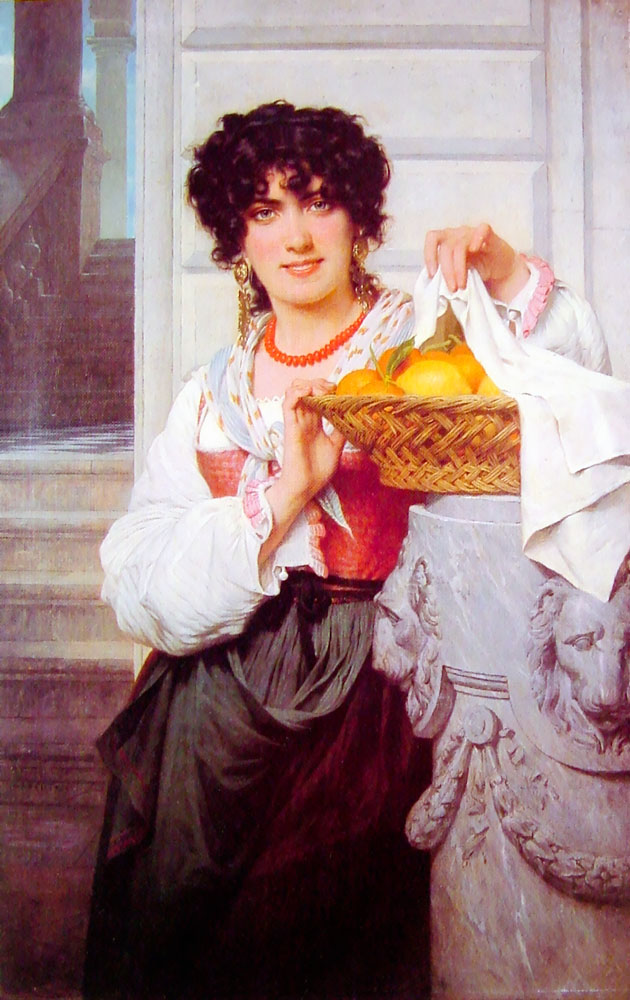
Ragazza con una cesta di arance e limoni
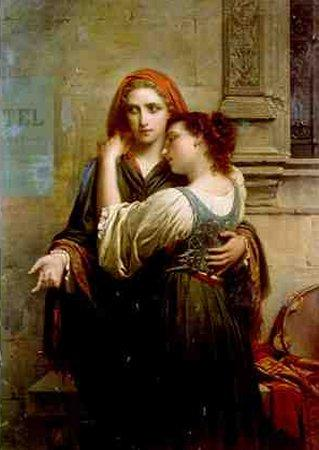
Giovani musiciste da strada

## Altri progetti

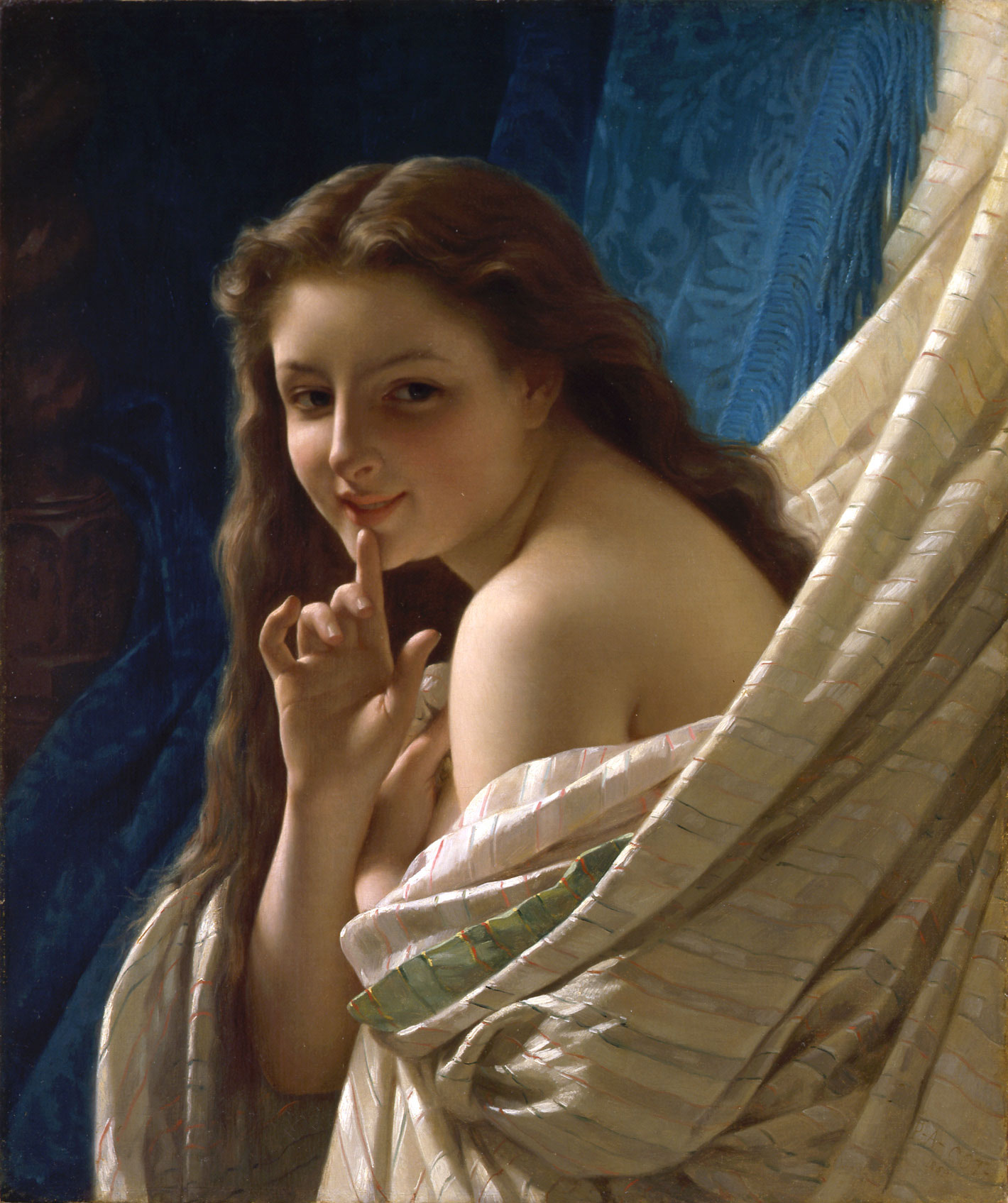
Ritratto di una giovane